# Arnold Flögl
Arnold Flögl (10. července 1885 Kroměříž – 20. listopadu 1950 Bratislava) byl český operní zpěvák (bas), pedagog a herec, působící na Slovensku.

## Život
Vyučil se zubním technikem, ale více ho zajímal zpěv. Odešel do Martina, kde v letech 1909 až 1912 působil ve pěveckém sboru. Potom přijal nabídku na hostování v Národním divadle v Praze, kde jako host působil od prosince 1912 do dubna 1913. Po hostování se stal řádným členem opery Národního divadla, kde pak působil až do července 1919. Po odchodu z Národního divadla působil v Královské opeře v Záhřebu. Po návratu ze Záhřebu neúspěšně usiloval o opětovné angažmá v Praze. Nakonec získal angažmá v opeře Národního divadla v Brně, kde působil v letech 1924 až 1930. Od roku 1930 byl sólistou opery Slovenského národního divadla v Bratislavě, kde působil až do své smrti. Působil jako pedagog na Hudební a dramatické akademii pro Slovensko, respektive na Státní konzervatoři v Bratislavě (1935 až 1945). Mezi jeho žáky patřili: Jan Hadraba, Olga Hanáková, Gizela Veclová a jiní.
Vynikal svým krásně školeným hlasem. Vyvinul se ve skvělého basistu se zvučnými hloubkami a plnými výškami. Svým herectvím se dokázal vtělit do vážných i groteskně démonických úkolů, které zvýrazňoval přirozenými výrazovými prostředky. Byl znám také jako wagnerovský operní interpret. Mezi jeho nejvýraznější role patří Gremin (Evžen Oněgin), Mefistofeles (Faust a Markéta), Don Quijote (Don Quijote), Herman (Tannhäuser), Lucifer (Čert a Káča) a jiné.
Pokoušel se i o operní režii. Vynikal jako interpret a propagátor lidových písní. Překládal do slovenštiny operní libreta a texty. V posledních letech života se objevil jako herec v několika filmech.

## Filmografie
- 1947 – Varúj...!, Mrnčo
- 1947 – Čapkovy povídky, starosta
- 1948 – Vlčie diery, Huco
- 1949 – Pytlákova schovanka aneb Šlechetný milionář, Jan Balada
- 1949 – DS – 70 nevyjíždí